# 第13独立空中強襲大隊 (ウクライナ空中機動軍)
第13独立空中強襲大隊（だい13どくりつくうちゅうきょうしゅうだいたい、ウクライナ語: 13-й окремий десантно-штурмовий батальйон）は、ウクライナ空中機動軍の大隊。第95独立空中強襲旅団隷下。

## 概要
1993年10月13日、ウクライナ陸軍第95空挺訓練センター隷下の第13独立空挺大隊として、ジトーミル州ジトーミルで創設された。
1996年、第95独立空中機動旅団の改編に伴い、第13独立空中機動大隊に改称された。
2000年から、国際連合平和維持活動に参加し、イラク、コソボに駐留した。

### ドンバス戦争
2014年3月、ロシアのクリミア侵攻の影響に伴い、クリミア半島と接する南部ヘルソン州に配備された。
2014年5月から、ドンバス戦争に投入され、東部ドネツィク州の前線に配置された。
2016年、新設されたウクライナ空中機動軍に編入し、第13独立空中強襲大隊に改称された。
2019年12月2日、ウォロディミル・ゼレンスキー大統領から、名誉称号「タラス・セニュク」を授与された。

### ロシアのウクライナ侵攻
2021年10月から、ドンバス戦争で東部ドネツィク州ホルリウカに配備されていたため、ロシアのウクライナ侵攻はそのまま開戦した。

#### 東部・セベロドネツク戦線
2022年3月、東部ルハーンシク州セヴェロドネツィク地区に再配置されたが、5月上旬にポパスナが陥落した。

#### 北東部・イジューム戦線
2022年5月上旬、北東部ハルキウ州イジューム地区に再配置され、カミアンカ（イジューム・フロマーダ）を防御した。9月上旬には攻勢を開始し、ハルキウ州の大部分を解放した。
2022年11月17日、ウォロディミル・ゼレンスキー大統領から、勇気と勇敢さに対する栄誉賞を授与された。

#### 東部・スヴァトヴェ-クレミンナ戦線
2023年10月下旬、北東部ハルキウ州クプヤンシクに再配置され、ロシア軍の攻勢を防御している。

## 編制
- 大隊本部（ジトーミル）
- 第1中隊
- 第2中隊
- 第3中隊
- 迫撃砲中隊
- 対戦車小隊
- 防空小隊
- 重機関銃小隊
- 後方支援隊